# Dinictis
Dinictis is een geslacht van uitgestorven katachtige carnivore zoogdieren uit de familie Nimravidae en de onderfamilie Nimravinae, ook bekend als 'valse sabeltandkatten'. Dinictis was endemisch in Noord-Amerika van het Laat-Eoceen tot het Vroeg-Mioceen (37,2-20,4 miljoen jaar geleden) en bestond ongeveer 16,8 miljoen jaar.
Dit dier was ongeveer even groot als een nevelpanter. De bovenste hoektanden staken uit de bek, maar waren niet zo lang als bij de andere nimraviden als Eusmilus. Zoogdieren als knaagdieren, hazen en dwergherten werden door deze nimravide bejaagd. Het geslacht Dinictis ontstond in het Vroeg-Oligoceen en overleefde tot in het Vroeg-Mioceen.

## Beschrijving
Dinictis had een slank lichaam van honderdtien centimeter lang, korte benen van zestig centimeter hoog met slechts onvolledig intrekbare klauwen, krachtige kaken en een lange staart. Het leek erg op zijn naaste verwant Hoplophoneus. De vorm van zijn schedel doet eerder denken aan een katachtige schedel dan aan de extreem korte schedel van de Machairodontinae. Vergeleken met die van de recentere machairodonten waren de bovenste hoektanden relatief klein, maar ze staken niettemin duidelijk uit zijn mond. Onder de toppen van de hoektanden spreidt de onderkaak zich uit in de vorm van een kwab.
Dinictis liep plantigrade (platvoets), in tegenstelling tot moderne katachtigen. Het zag eruit als een kleine luipaard en zijn levenswijze leek duidelijk op die van een luipaard. Het was waarschijnlijk niet zo kieskeurig over zijn voedsel als zijn nakomelingen, aangezien de verkleining van zijn tanden nog in de kinderschoenen stond en Dinictis niet was vergeten hoe hij moest kauwen. In zijn eigen omgeving zou het een krachtig roofdier zijn geweest.

## Taxonomie
Dinictis werd benoemd in 1854 door de Amerikaanse paleontoloog Joseph Leidy. De typesoort is Dinictis felina. Het werd door Leidy (1854) aan de Nimravidae toegewezen en aan de Nimravinae door Flynn en Galiano (1982), Bryant (1991) en Martin (1998).
In een onderzoek uit 2016 bleek het geslacht alleen de soort Dinictis felina te bevatten.

## Ecologie
Dinictis leefde in de vlakten van Noord-Amerika en fossielen werden gevonden in Saskatchewan, Canada en Colorado, Montana, Nebraska, South Dakota, North Dakota, Wyoming en Oregon in de Verenigde Staten. Dinictis is waarschijnlijk geëvolueerd uit een vroege Miacis-achtige voorouder die leefde in het Paleoceen.

## Afbeeldingen

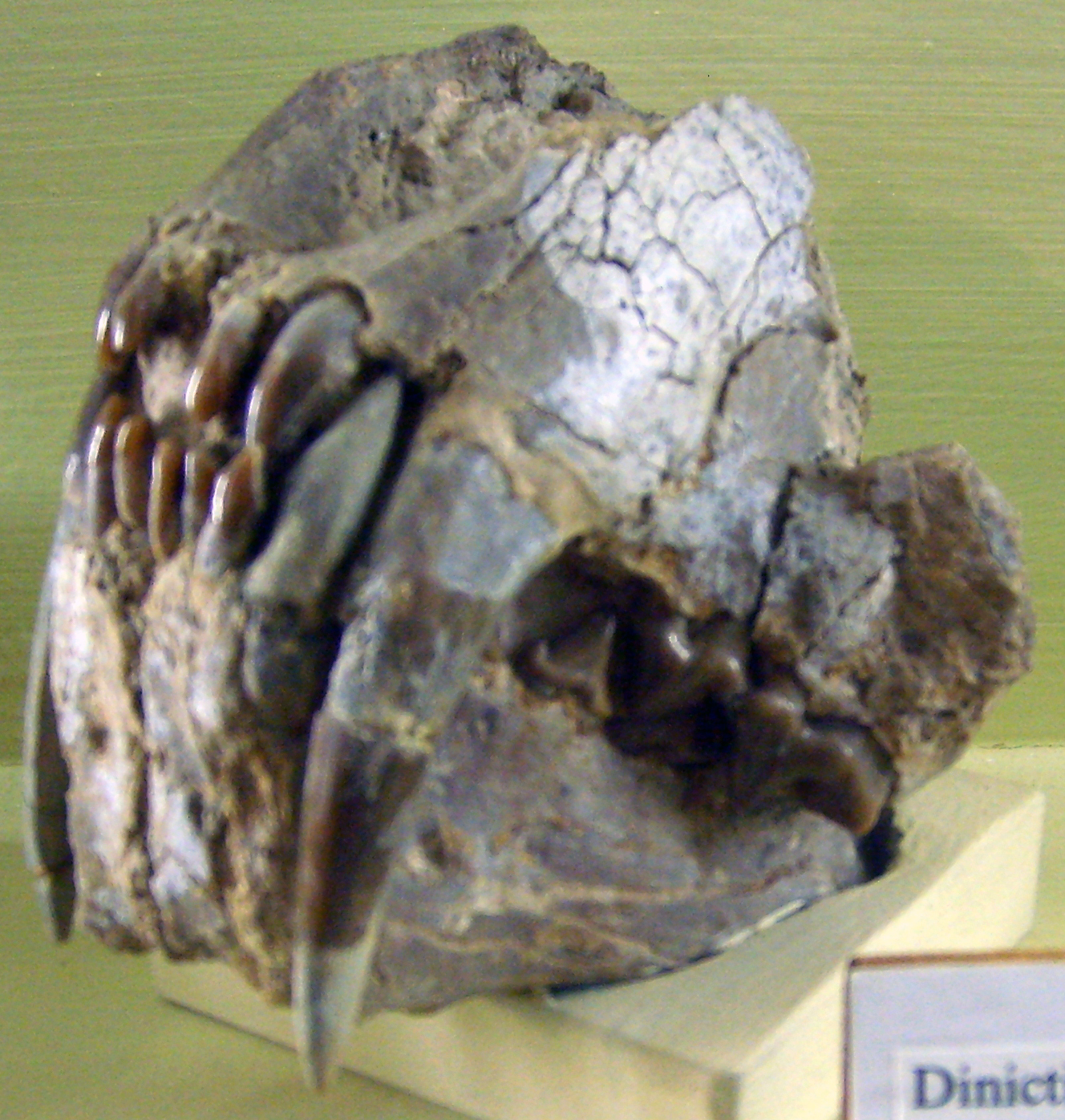
Op deze afbeelding van de voorkant van de schedel van een dinictis felina zijn de sabeltanden goed zichtbaar
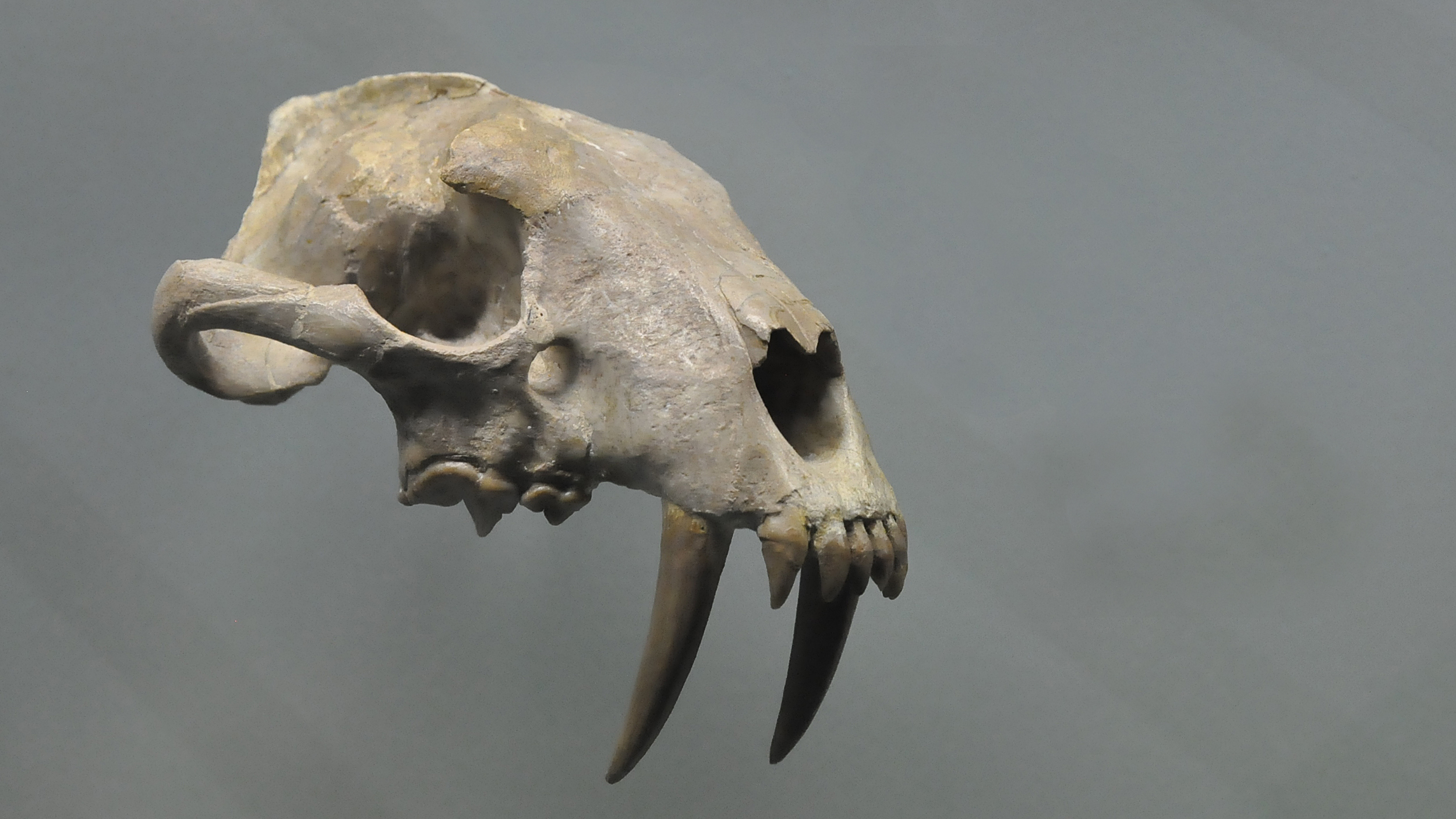
Dinictis squalidens in het Denver Museum of Nature and Science